# Vepris adamaouae
Espèce
Vepris adamaouae est une espèce de plantes de la famille des Rutaceae.
Elle doit son épithète spécifique à la région de l'Adamaoua, au Cameroun, où elle a été collectée par Benoît Satabié, dans le massif de Ngaoundal, à 70 km à l'est de Tibati.